# 혜령군
혜령군(惠寧君, 1407년 ~ 1440년 8월 1일(음력 6월 25일))은 조선의 왕족으로 태종의 8남이자, 서4자이며 후궁 안씨 소생이다. 자는 선여(善餘), 호는 동계(桐溪)이다.

## 생애
이름은 지(祉)이며, 1427년(세종 9년) 홍녕군(弘寧君)에 봉해졌고, 2년 후 혜령군(惠寧君)으로 개봉되었다. 1438년(세종 20년)에는 계품사(計稟使)가 되어 북경에 가 명나라 황제의 칙서를 받아 돌아오는 공을 세웠다.
1440년(세종 22년) 사망하였다. 세종은 조회를 3일 동안을 정지하고, 관곽과 쌀 콩 합하여 1백 석과 베 40필, 저포(苧布) 3필과 종이 2백 권을 주고, 판승문원사(判承文院事) 정척(鄭陟)에게 호상(護喪)을 명하여 예로써 장사지내게 하였다. 또한 혜령군에게 양회(襄懷)라는 시호를 내렸으며 세종이 친히 혜령군 소생에게 대궐 거주지를 하사하여 방문하였다.

## 묘소

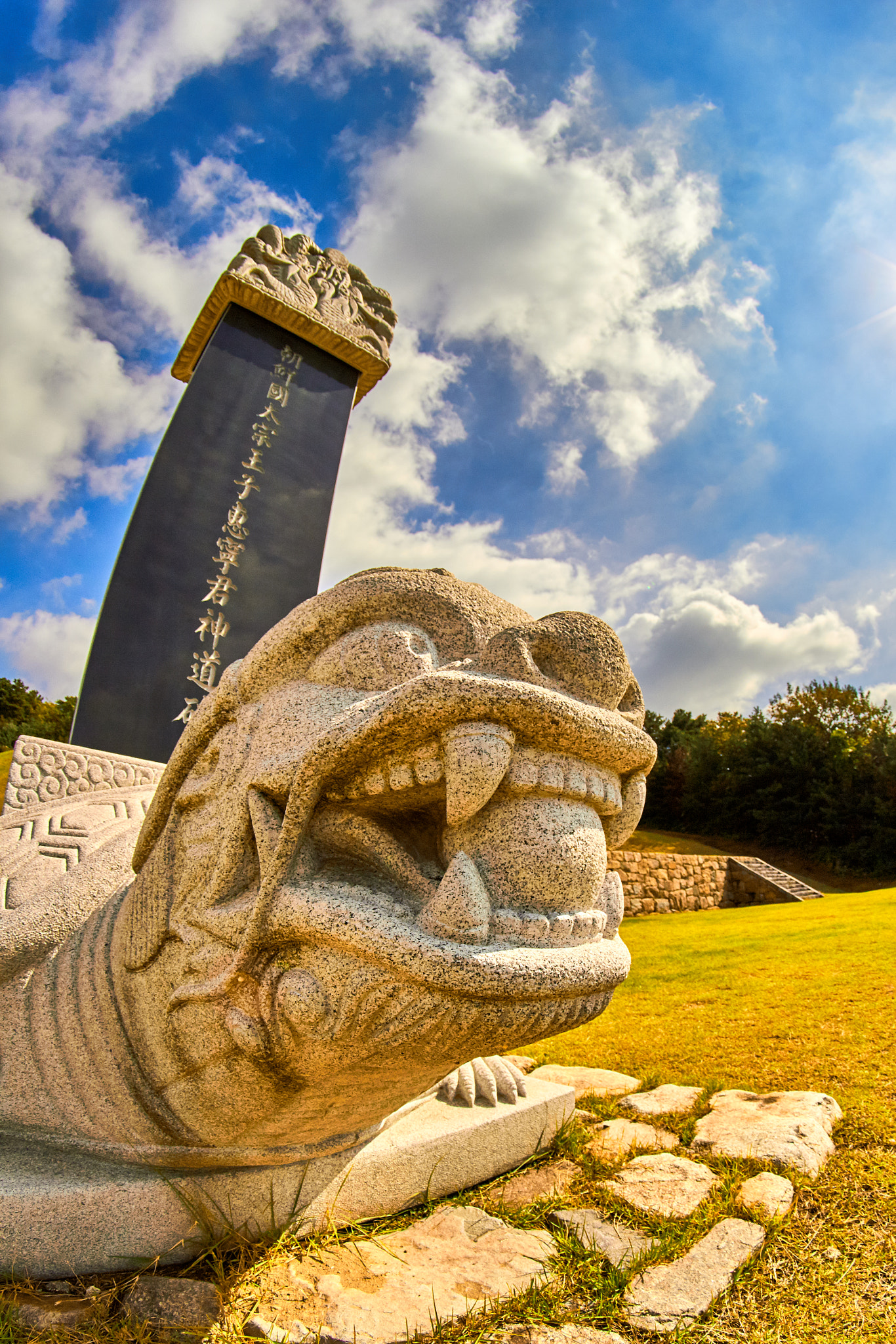
혜령군신도비

혜령군의 묘소는 처음엔 수원시 동문 안쪽에 위치 했었는데, 3년 뒤 억울하게 죽은 장인 심온의 묘를 왕자의 묘와 함께 나라에서 관리하길 원했던 세종의 명으로, 영통구 이의동 산234번지 경좌로 옮겼었다. 지금의 묘소는 2008년 광교역사공원 조성을 위해 안효공 심온 묘소의 서쪽 능선 옆으로 묘를 이전한 것이며, 혜령군의 묘역은 부인 무송 윤씨와 쌍분으로 이루어져 있고 아들 예천군과 손자 축산군의 묘가 함께 조성되어 있다. 현재 혜령군 묘소는 경기 수원시 영통구 이의동 440-1에 위치해 있다.

## 가족관계
- 부 : 태종(太宗, 1367 ~ 1422)
- 모 : 후궁 안씨(後宮 安氏, ? ~ 1468)
- 부인 : 낙안군부인 무송 윤씨(樂安郡夫人 茂松尹氏) (1405 ~ 1442) - 사직(司直) 증찬성(贈贊成) 윤변의 딸
  - 장남 : 예천군 소효공 이수 (醴泉君 昭孝公 李洙) (1422 ~ 1455)
  - 며느리 : 현부인(縣夫人) 원주 원씨
    - 손자 : 축산군(竺山君) 이효식(李孝植)
    - 손자 : 서성부정(瑞城副正) 이덕식(李德植)

  - (첩)며느리 : 노비 출신
    - 서손자 : 석산부수(石山副守) 이선식(李善植)

  - 장녀 : 원주 원씨 원맹수(元孟穟)와 혼인
    - 손자 : 원치(元菑)
    - 손자 며느리 : 청주 한씨 - 예종 국구(國舅) 청천부원군(淸川府院君) 한백륜(韓伯倫)의 딸
    - 손자 : 원여(元畬)

  - 차녀 : 안동 김씨 복창군 문도공 김수녕(福昌君 文悼公 金壽寧, 1436 ~ 1473)와 혼인
    - 손자 : 김광(金鑛)
    - 손녀 : 정철동(鄭鐵童)의 처

  - 3녀 : 원주 원씨 원보강(元甫崗)와 혼인